# ワンダ・サー
ワンダ・サー（Wanda Sá、1944年7月11日 - ）は、ブラジルのボサノヴァ歌手でギタリスト。ヴァンダ・サーやワンダ・ヂ・サー（Wanda de Sah）ともいう。彼女は1964年から音楽活動をしている。

## 経歴
出身はリオデジャネイロ。ワンダの最初のギター教師はホベルト・メネスカルであった。後にワンダは「ブラジル'65」にてセルジオ・メンデスと活動を共にし、マルコス・ヴァーリやカチャ・チャンマとも活動した。ワンダの1964年のデビュー・アルバム『ヴァガメンチ』では、テノーリオ・ジュニオルとウゴ・マロッタが演奏をしている。
ワンダは1969年から1982年まで、作詞・作曲家のエドゥ・ロボと夫婦であった。
1999年以来となる米国での公演を、2011年にニューヨークのバードランドにてマルコス・ヴァーリとともに行った。ウォール・ストリート・ジャーナルはワンダを「伝説的」と述べ、ナショナル・パブリック・ラジオはワンダを「ブラジルの最もよく守られている音楽的な秘密のひとつ」と呼んだ。

## ディスコグラフィ

### リーダー・アルバム
- 『ヴァガメンチ』 - Vagamente (1964年、RGE)
- 『ソフトリー!』 - Softly (1965年、Capitol)
- 『ブラジル'65』 - Brasil '65 (1965年、Capitol) ※セルジオ・メンデス・トリオ名義
- 『ブラジレイラス』 - Brasileiras (1994年、CID) ※with セリア・ヴァス
- 『私と音楽』 - Eu E A Música (1995年、CID) ※with ホベルト・メネスカル
- Uma Mistura Fina (1997年、Albatroz) ※with ホベルト・メネスカル、ミエーレ
- Estrada Tokyo-Rio (1998年、RDS Fonográfica) ※with ホベルト・メネスカル
- 『ワンダ・サー・ウィズ・ボッサ・トレス』 - Wanda Sá With Bossa Três (2000年、Guts)
- Bossa Entre Amigos (2001年、Albatroz) ※with ホベルト・メネスカル、マルコス・ヴァレ
- 『ドミンゴ・アズール・ド・マール』 - Domingo Azul Do Mar (2002年、Deckdisc)
- 『ワンダ・サー・ウィズ・ジョアン・ドナート』 - Wanda Sá Com João Donato (2003年、Deckdisc) ※with ジョアン・ドナート
- 『ボッサ・ド・レブロン』 - Bossa do Leblon (2005年、Deckdisc)
- Bossa Nova, Ao Vivo (2005年、Albatroz) ※with Andrade、Marcos Valle、Miéle、Os Cariocas、Roberto Menescal、Zimbo Trio
- 『スウィンゲイラ』 - Swingueira (2005年、Albatroz) ※with ホベルト・メネスカル
- Bossa Nova (2006年、Crystal)
- Photograph: The Song Of Antonio Carlos Jobim (2014年、Albatroz)
- Ao Vivo (2014年、Biscoito Fino)
- A Música De Tom E Vinícius (2018年、Biscoito Fino) ※with Gilson Peranzzetta、Mauro Senise